# Handó Tünde
Handó Tünde (Salgótarján, 1962. május 1. –) magyar jogász, alkotmánybíró, az Országos Bírósági Hivatal (OBH) korábbi elnöke. 2018-ban és 2019-ben a Forbes őt választotta a közéletben 3. legbefolyásosabb magyar nőnek.

## Pályafutása
1986-ban szerzett diplomát az ELTE Állam- és Jogtudományi Karán, 1983–1986 között a Ménesi úti Bibó István Szakkollégium tagja volt.
1986–1990 között a Fővárosi Munkaügyi Bíróság fogalmazója, majd ugyanitt bírósági titkár lett, 1991. május 1-jétől kinevezett bíró, 1999. április 15-től pedig a Fővárosi Munkaügyi Bíróság elnöke. 1999 januárjától az ELTE Állam- és Jogtudományi Kar munkajogi tanszékének óraadó tanára. 2003. július 15-től címzetes megyei bírósági bíró.
1999-től a Jogi Szakvizsgabizottság és a Fővárosi Bíróság BÜSZ vizsgabizottságának tagja, a fogalmazóképzés oktatója. 2000-től a Munkaügyi Bírák Országos Egyesületének elnökhelyettese, 2008 óta a Magyar Munkajogi Társaság tagja. 2008-ban az Európai Munkaügyi Bírák Egyesületének elnöke lett.

### OBH-elnöksége
A második Orbán-kormány hivatali ideje alatt, 2011. december 13-án az Országgyűlés titkos szavazással, legalább kétharmados többséggel, 258 szavazattal az Országos Igazságszolgáltatási Tanácsot (OIT) felváltó Országos Bírósági Hivatal (OBH) elnökévé választotta. Megbízatása 2012. január 1-jétől kilenc évre szólt, hivatali idejére átláthatóbb és hatékonyabb bírósági működést ígért. 2019-ben alkotmánybírói kinevezése miatt, távozott hivatalából.
Jelölésével kapcsolatban politikai kritikák érték férje személye és fideszes politikusokhoz fűződő ismeretsége miatt. Házastársa Szájer József, a második Orbán-kormány által levezényelt közjogi átalakulás egyik kulcsfigurája.
A bizottság MSZP-s tagja „szégyenteljes színjátéknak” nevezte a jelölési folyamatot, amelynek során az alkotmányügyi bizottság támogatta Szájer feleségének kinevezését.
Handó Tünde OBH-elnöki posztjával megkapta azt a jogot, hogy bármely ügyben kijelölheti az eljáró bíróságot, ráadásul egy személyben gyakorolhatja az összes kinevezési, áthelyezési, leváltási és irányítási jogkört is.
Egy 2018-as nyilatkozatában hazaárulóknak nevezte a bíróságok függetlenségének csorbítása ellen tiltakozó bírókat.
Az Országos Bírói Tanács a dr. Matusik Tamás által előterjesztett, 2019. május 8-án meghozott 34/2019. (V.08.) számú határozatával indítványozta az Országgyűlésnél dr. Handó Tünde, az Országos Bírósági Hivatal elnökének tisztségtől való megfosztását.
Az Országgyűlés Igazságügyi Bizottsága 2019. június 7-én arra tett javaslatot, hogy az Országgyűlés Handó Tündét ne fossza meg tisztségétől. Az állítólagos törvénysértéseit dokumentáló több mint százoldalas anyag áttanulmányozására az Igazságügyi Bizottság tagjainak egyetlen munkanap állt rendelkezésükre. A Bizottság a mindössze fél óráig tartó ülésen egy előre elkészített szövegtervezetről döntött, amely az Országos Bírói Tanács egyetlen ténymegállapításával sem foglalkozott érdemben.
Az Országgyűlés 2019. június 11-én vita nélkül (54 igen 120 nem szavazattal) elutasította az indítványt, anélkül, hogy érdemben vizsgálta volna az OBH elnökének vélt törvénysértéseit. Hatalmával szemben nincs semmilyen működő alkotmányos kontroll, Handó tevékenységét a bírói hatalmi ágban ténylegesen senki nem tudta felügyelni.
Hivatali ideje alatt nem tett lépéseket a bírói hivatás felelősségével arányos illetmény eléréséért. A bírói illetményalap 2019 májusában a nemzetgazdasági átlagkeresetet mindössze 23%-kal haladta meg, amely a rendszerváltás óta a legkisebb különbség, és a bírói kar fejlett országokban szokatlanul alacsony anyagi megbecsülését tükrözi. A jelenlegi igazságszolgáltatási modell bevezetése óta a minimálbér 91%-kal, a bruttó nemzeti átlagkereset 72%-kal emelkedett, ehhez képest a bírói illetmény növekedése csupán 16% volt, ami egyes vélemények szerint sérti a bírói függetlenséget.
2019. október 28-án a Fidesz és a KDNP frakció – Stumpf István korábbi alkotmánybíró helyett – Handó Tündét jelölte az Alkotmánybíróság tagjának. Az Országgyűlés Igazságügyi Bizottsága 2019. október 29-én hallgatta meg őt és (10 igen és 2 nem szavazattal) támogatta a jelöltet.
Az Országgyűlés a 2019. november 4. napján megtartott plenáris ülésén (134 igen 27 nem tartózkodás nélkül) 2020. január 1. napjával, 12 évre, Handó Tündét alkotmánybíróvá megválasztotta.

### ABKV-ügyáthelyezése
2012. január 5-én Handó Tünde kinevezte a Fővárosi Törvényszék elnökévé Fazekas Sándort. A BKV-per vádiratát az iktatópecsét szerint 2012. január 11-én érkeztették a Fővárosi Törvényszéken, ahol Fazekas már január 17-én élt az új jogszabályok adta lehetőségével, és példátlan gyorsasággal indítványozta Handónál az áthelyezést. A Fővárosi Törvényszék nem sokkal később be is jelentette, hogy kezdeményezi a BKV-ügy más bíróságra történő áthelyezését.
Az OBH honlapján közzétett adatok szerint Handó Tünde 2012. február 20-án adta ki azt az elnöki ajánlást, amely rendezi a perek áthelyezésénél figyelembe veendő szempontrendszert. Ennek ellenére Handó Tünde már február 16-án, hivatalos formában létező szempontrendszer híján, jogorvoslati lehetőség nélkül meghozta döntését a BKV-ügy áthelyezésről.
A bíróság kijelölésének joga miatt az OBH szabályozását és Handó Tündét sok bírálat érte:
Hagyó Miklós és vádlott társai Handó Tünde döntése kapcsán az Alkotmánybírósághoz, és Emberi Jogok Európai Bíróságához fordultak. Védőik beadványa szerint ugyanis a BKV-ügy áthelyezésekor sérült a törvényes bírához való jog, fennállt a pártatlanság követelményének sérelme, és sérült a jogorvoslathoz való jog is.
A Magyar Helsinki Bizottság és a Társaság a Szabadságjogokért rendkívül aggályosnak és a tisztességes eljárás követelményével összeegyeztethetetlennek tartja azt a szabályozást, amely lehetővé teszi, hogy az Országos Bírósági Hivatal elnöke a törvény szerint illetékestől eltérő bíróságot jelöljön ki az eljárás lefolytatására, és felhívta az elnököt, hogy az ilyen kijelölésre irányuló kérelmeknek a továbbiakban ne adjon helyt.

### Alkotmánybírósági meghallgatása
Az Alkotmánybíróság a BKV-ügyben benyújtott alkotmányjogi panasz elbírálása során 2013. április 23-án hallgatta meg Handó Tündét. Az OBH elnöke egy sajtótájékoztatón elmondta, hogy a félreértések, tévedések tisztázása érdekében kérte személyes meghallgatását az AB-tól.
Hagyó Miklós ott akart lenni a meghallgatáson. De hiába kérelmezték a BKV-ügy védői a meghallgatás nyilvánosságát. A meghallgatásra zárt ajtók mögött, az érintettek és a nyilvánosság kizárásával került sor. Emiatt az Eötvös Károly Intézet, a Magyar Helsinki Bizottság, és a Társaság a Szabadságjogokért is tiltakozott. Szerintük sérti a közhatalmi döntéshozatal nyilvánosságát, a közérdekű információkhoz való szabad hozzáférés jogát és a tisztességes eljárás elvét, hogy az Alkotmánybíróság zárt ülésen hallgatta meg az Országos Bírósági Hivatal elnökét. A tiltakozást figyelmen kívül hagyva a meghallgatásról készült felvételt az AB végül 10 évre titkosította.
Hagyó egyébként Handó Tünde AB-meghallgatásának napján már megnyert egy pert Strassbourgban. Az Emberi Jogok Európai Bíróságának ítélete szerint az őt fogva tartó magyar hatóságok többszörös jogsértést követtek el. Szívós Mária, a Fővárosi Bíróság tanácselnöke ugyanis háromszor is automatikusan, kritika nélkül jóváhagyta Hagyó előzetesben tartását egy olyan rendőrségi jelentésre hivatkozva, amelyről kiderült, hogy nem is létezett. Szívós egyébként Hagyó több vádlott-társát, L. Ottót, H. Évát, és R. Miklóst is előzetesben tartotta.
2013. december 2-án, 224 nap elteltével az AB újra megállapította, hogy a peráthelyezés sértette a tisztességes eljárás két követelményét, a törvényes bíróhoz és a pártatlan bírósághoz való jogot, másrészt azért is alkotmányellenesek voltak, mert az ügyáthelyezésről szóló határozat ellen nem biztosítottak jogorvoslatot. Tehát az AB alkotmányellenesnek és nemzetközi szerződéseinkbe ütközőnek találta, és – furcsa módon – hatályba lépése napjára, visszamenőlegesen megsemmisítette a korábban már hatályon kívül helyezett törvényt – természetesen Szívós Mária különvéleményével.
Az AB elmondása alapján pont azért foglalkozott ezzel az üggyel, hogy a folyamatban lévő perekre is vonják le ezt a következtetést. Ezért a korábban már hatályon kívül helyezett törvényt hatályba lépése napjára, visszamenőlegesen megsemmisítette. Az AB szerint Handó áthelyező határozatai meg sem születhettek volna, az OBH elnökének tehát vissza kellene vonnia ezeket.
Handó ezzel szemben az ügyekben eljáró bírákra hagyta annak a megállapítását, hogy az AB határozatának van-e kihatása az érintett, folyamatban lévő ügyekre. Ennek köszönhetően negatív illetékességi ütközés állt elő. A kialakult helyzetben a Kúriának kellett volna kijelölnie az eljárást folytató bíróságot, azonban erre nem kerülhetett sor, mivel a Fővárosi Törvényszék ügyviteli hibát követett el, amikor végzésében szintén nem biztosított fellebbezési lehetőségek az érintettek számára. Miután a védők fellebbezhettek a Fővárosi Törvényszék határozata ellen, a döntést ismét felterjesztették a Kúriához. A Kúria 2014. május 5-i döntésében teljes mértékben figyelmen kívül hagyta az AB döntését, és az eljárás folytatására a Kecskeméti Törvényszéket jelölte ki. A vádlottak védői Strasbourghoz fordultak, mert véleményük szerint a fejlemények súlyosbítják az általuk elszenvedett jogsérelmeket.

## Magánélet
1983-ban kötött házasságot Szájer Józseffel, a későbbi Fidesz-alelnökkel és európai parlamenti képviselővel. 1987-ben született Fanni nevű gyermekük.

## Főbb művei
- A jogászság társadalmi szerepe és megbecsülése. Szemelvények az 1986. április 29-én 15 órakor megrendezésre kerülő kari fórumhoz; szerk. Handó Tünde; ELTE Állam- és Jogtudományi Kar, Bp., 1986
- Munkajogi tanácsok munkaadóknak; sorozatszerk. Csapó Éva; Magyar Hivatalos Közlönykiadó, Bp., 2000
  - 2. A munkáltató és a munkaviszony. A munkaszerződéstől a felmondásig
  - 3. A munkáltató és a kártérítés. Az igényérvényesítés és a felelősség